# Уэйтс, Том
То́мас А́лан Уэ́йтс (англ. Thomas Alan Waits; род. 7 декабря 1949) — американский певец и автор песен, композитор, актёр. В своём раннем творчестве Уэйтс смешивал такие жанры как джаз, блюз и, в небольшой степени, фолк, начиная же с 1980-х годов и по сей день он в той или иной степени играет экспериментальный рок с элементами индастриала, дарк кабаре и авангардного джаза. Для него характерны театрализованные, подчас водевильные выступления и особая манера исполнения — смесь пения и речитатива. Том обладает своеобразным хрипловатым голосом, описанным критиком Дэниэлом Дачхолзом так: «Он словно вымочен в бочке с бурбоном, его будто оставили в коптильне на несколько месяцев, а затем, когда достали, проехались по нему».
Лирически его песни представляют собой истории, рассказанные чаще всего от первого лица, с гротескными образами захудалых мест и потрёпанных жизнью персонажей. Уэйтс также был композитором таких фильмов, как «Ночь на Земле» Джима Джармуша и «От всего сердца» Фрэнсиса Форда Копполы, за саундтрек к которому он был номинирован на «Оскар». Обладатель «Грэмми» за альбомы Bone Machine и Mule Variations. В 2011 году был включён в Зал славы рок-н-ролла своим коллегой Нилом Янгом. В настоящее время живёт в округе Сонома, Калифорния, со своей женой Кэтлин Бреннан, дочерью Келлсимон и сыновьями Кейси и Салливаном.

## Биография

### Ранние годы и увлечение музыкой
Я родился на заднем сиденье такси на больничной парковке под щёлканье невыключенного счётчика. Я появился на свет небритым и закричал: «Мне нужно на Тайм-сквер, гони изо всех сил».
Том Уэйтс родился в больнице Park Avenue в городе Помона, штат Калифорния 7 декабря 1949 года, в семье школьных учителей. Его отец Джесси Фрэнк Уэйтс шотландско-ирландского происхождения, мать Альма Джонсон МакМюррей — американо-норвежского. В 1960 году родители Тома развелись и он с матерью переехал в город Уиттер в округе Лос-Анджелеса, а после — в Нэшнл-Сити, недалеко от границы США и Мексики.
В 1965 году, во время учёбы в средней школе города Чула-Виста в округе Сан-Диего, Уэйтс начал играть в ритм-н-блюз / соул группе The Systems и работать в Napoleone Pizza House, который он впоследствии воспел в альбомах Small Change («I Can’t Wait to Get Off Work») и The Heart of Saturday Night («The Ghosts of Saturday Night (After Hours at Napoleone’s Pizza House)»).
Пять лет спустя Уэйтс начал работать швейцаром в одном из ночных клубов Сан-Диего, где он мог слушать выступления музыкантов, играющих в самых разных жанрах. Там же он дал свой первый оплачиваемый концерт. Будучи поклонником Боба Дилана, Джека Керуака, Луи Армстронга, Хаулин Вульфа и Чарльза Буковски, Том начал создавать свой собственный уникальный музыкальный стиль.
После прохождения службы в береговой охране США Уэйтс вернулся в Лос-Анджелес и начал работать в клубе Troubadour, где музыканты выстраивались в очередь, чтобы дать ночной концерт. Том поселился в Echo Park в окрестностях Лос-Анджелеса, где, помимо него, жили Гленн Фрай из Eagles, Джексон Браун и Фрэнк Заппа. Музыкант познакомился с продюсером Хербом Коэном и записал несколько демо, впоследствии выпущенные на сборнике The Early Years. При содействии Коэна Том заключил свой первый контракт, с Asylum Records.

### 1973—1980: семь классических альбомов Asylum Records

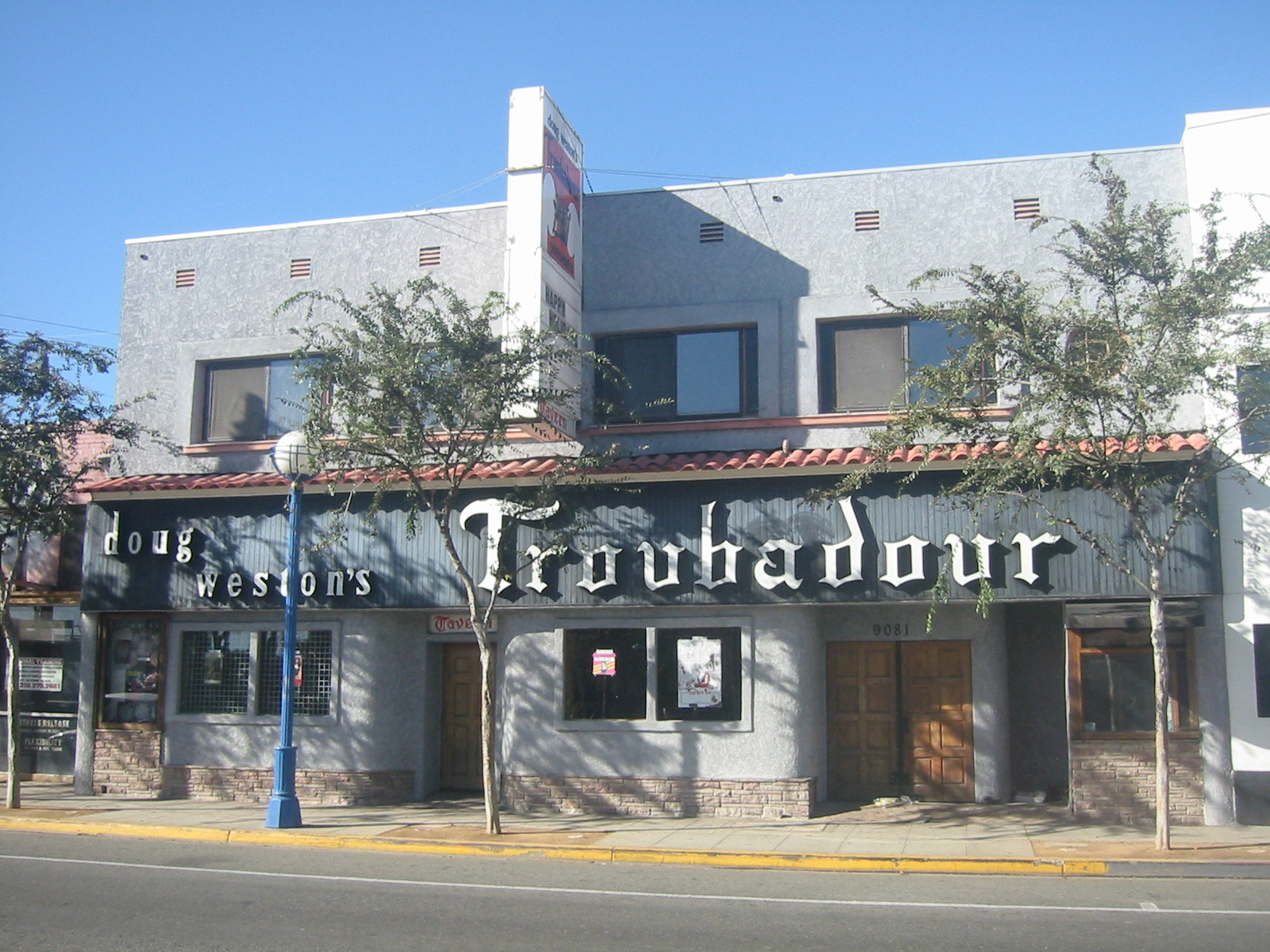
Ночной клуб The Troubadour в Лос-Анджелесе, в котором Том дал свой первый концерт, принесший ему 25 долларов

Уэйтс заключил контракт с лейблом Asylum Records в 1972 году и, после нескольких неудачных сессий, наконец записал свой первый альбом Closing Time, звучащий в духе джаза, с примесью фолка. Он был спродюсирован участником группы The Lovin' Spoonful Джерри Йестером и вышел в 1973 году, получив благосклонные отзывы критиков. Том отправился в свои первые гастроли, состоящие в основном из «разогрева» концертов Martha and the Vandellas, Чарли Рича и Фрэнка Заппы. Год спустя вышло логическое продолжение Closing Time — альбом The Heart of Saturday Night, в 2003 году попавший в список «500 величайших альбомов всех времён по версии журнала Rolling Stone».
В 1975 году Уэйтс переехал в мотель Tropicana на бульваре Санта-Моника и выпустил условно концертный альбом Nighthawks at the Diner, записанный в студии с небольшой аудиторией, в доверительной атмосфере. Nighthawks at the Diner характерны длинные вступительные монологи Тома, а также интермедии между песнями. 75-й и последующие годы были тяжёлыми для музыканта. Он жил в гостиницах, плохо питался и слишком много пил.
Репутация алкоголика с тяжёлой жизнью окончательно закрепилась за Уэйтсом после выхода цинично-пессимистичного Small Change, с такими песням как «The Piano Has Been Drinking» («Пианино пьянствовало») и «Bad Liver and a Broken Heart» («Больная печень и разбитое сердце»). Тем не менее, критический и коммерческий успех Small Change превысил все предыдущие работы Тома. Альбом стал первым, попавшим в хит-парад Billboard 200, подобный успех для Уэйтса повторился только в 1999 году, с выходом Mule Variations. После успеха в Billboard последовал интерес со стороны таких изданий, как Time, Newsweek и Vogue. Том собрал состав аккомпанирующих музыкантов и стал давать регулярные ночные концерты.
В 1977 году вышел альбом Foreign Affairs, звучащий в духе предыдущей работы, но с большей художественной утончённостью и более глубоким изучением джаза и блюза. Последовавший за ним Blue Valentine отходит от сопровождения духовых инструментов и акцентирует больше внимания на электрогитаре и клавишных, всё больше углубляясь в блюз. В 1978 году Уэйтс впервые появился в кино, сыграв небольшую роль пианиста в фильме «Адская кухня» с Сильвестром Сталлоне.
Heartattack and Vine, последний альбом на лейбле Asylum Records, вышел в 1980 году. В нём всё больше заметны баллады, а также отмечается влияние грубоватого ритм-н-блюза. На исходе десятилетия Том также начал сотрудничать с Фрэнсисом Фордом Копполой и записал саундтрек к его фильму «От всего сердца», номинировавшийся на «Оскар» за лучшую музыку.

### 1981—1989: экспериментальная трилогия Island Records
Руки — они как собаки, идущие в те же места, в которых они уже были. Следует быть осторожным, когда игра перестаёт происходить в голове, и переходит в пальцы. Нужно отбить у пальцев их привычки, или музыкальные исследования будут закончены, и начнётся игра только стандартной приятной музыки. Я пытаюсь преодолеть привычки, играя на незнакомых мне инструментах, таких как фагот или вотерфон.
В августе 1980 года Уэйтс женился на Кэтлин Бреннан, которую он встретил на съёмках «От всего сердца». После ухода Тома из Asylum Records лейбл выпустил три его сборника: Bounced Checks, содержащий редкие версии известных песен, а также Anthology of Tom Waits и Asylum Years — два сборника лучших песен. Уэйтс сыграл ещё три небольших роли для фильмов Копполы: «Изгои», «Бойцовая рыбка» и «Клуб «Коттон»».
В 1983 году музыкант подписал контракт с лейблом Island Records, на котором вышел его восьмой альбом Swordfishtrombones, ставший поворотным в музыкальном отношении. Альбом ознаменовал практически полный уход от фортепиано и гитары, здесь Том отдаёт предпочтение малораспространённым инструментам, издающим необычные звуки. На Swordfishtrombones, в частности, представлен такой эклектичный набор, как волынка, маримба, орган и скрипка Штроха. Впоследствии музыкант стал называть подобный подбор инструментов «Junkyard Orchestra» («Оркестр-свалка»). Песни Уэйтса также претерпели радикальные изменения. На смену классическим балладам 70-х в струнно-клавишных аранжировках пришли песни в смешании таких стилей как румба, танго, раннее кантри, в сопровождении с выступлениями в стиле кабаре и экспериментами с голосом.
Изучение экспериментальной музыки продолжилось в альбоме 1985 года Rain Dogs, получившем восторженные рецензии критиков. Альбом занял 21 место в списке «100 лучших альбомов 1980-х» по версии журнала Rolling Stone, а также вошёл в список «500 величайших альбомов всех времён». На Rain Dogs Уэйтс использовал такие инструменты, как маримба, аккордеон, контрабас, тромбон и банджо. Свой вклад в его создание также внесли гитаристы Марк Рибо, Роберт Куайн и Кит Ричардс. На песню «Downtown Train» был снят первый для Тома музыкальный клип.
Джармуш однажды сказал мне: «Быстро, дёшево и хорошо — из этих трёх вещей нужно всегда выбирать две. Если быстро и дёшево, это никогда не будет хорошо. Если это дёшево и хорошо, никогда не получится быстро. А если это хорошо и быстро, никогда не выйдет дёшево. Но помни: из трёх все равно придётся всегда выбирать два».
В 1986 году Уэйтс и Бреннан совместно поставили мюзикл под названием «Franks Wild Years», впоследствии переросший в студийный альбом. Премьера состоялась в театре Steppenwolf в Чикаго, главную роль сыграл сам Том. В том же году он продолжил актёрскую карьеру, вместе с Джоном Лури и Роберто Бениньи снявшись в одной из главных ролей в независимом фильме Джима Джармуша «Вне закона». В фильме прозвучали две песни из Rain Dogs — «Jockey Full of Bourbon» и «Tango Till They’re Sore». Позднее Том также сотрудничал с Джармушем, Бениньи и Лури.
Franks Wild Years, последний альбом экспериментальной трилогии, вышел в 1987 году с подзаголовком Un Operachi Romantico in Two Acts (Романтическая опера в двух актах). Год спустя вышел второй концертный альбом Тома Big Time, состоящий из избранных песен трёх альбомов Island Records. На видео вышел одноимённый сюрреалистический фильм-концерт. Музыкант также снялся в одной из главных ролей в чёрной комедии «Холодные ноги», сыграл второстепенную роль в драме «Чертополох» с Джеком Николсоном и записал песню «Sea of Love» специально для фильма «Море любви» с Аль Пачино в главной роли. Завершая десятилетие, Уэйтс принял участие в фильме Джармуша «Таинственный поезд» в качестве голоса радиодиджея.

### 1990—1997: сотрудничество с Робертом Уилсоном

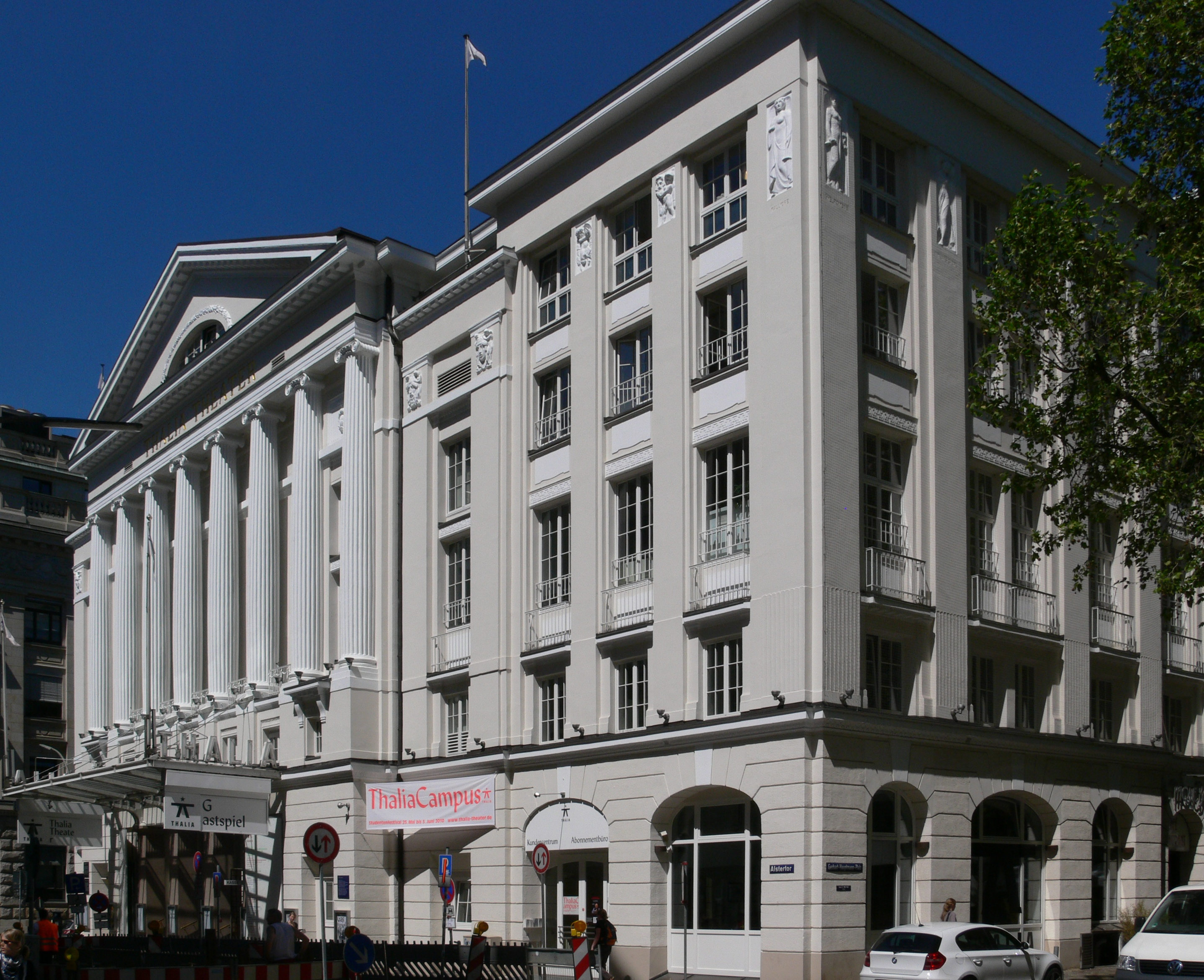
Театр Thalia в Гамбурге, в котором состоялись премьеры «The Black Rider: The Casting of the Magic Bullets» и «Alice»

31 марта 1990 года состоялась премьера спектакля «The Black Rider: The Casting of the Magic Bullets», основанного на немецкой сказке «Волшебный стрелок». Режиссёром выступил Роберт Уилсон, автором сценария — Уильям Берроуз, Том Уэйтс же написал для спектакля музыку, вдохновлённую творчеством Бертольда Брехта и Курта Вайля. Затем последовало появление в альбоме группы Primus Sailing the Seas of Cheese в качестве голоса персонажа Tommy the Cat, положившее начало сотрудничеству с лидером группы Лесом Клэйпулом, запись саундтрека к фильму Джима Джармуша «Ночь на Земле» и эпизодическое появление в картине Терри Гиллиама «Король-рыбак».
В 1992 году вышел первый за пять лет новый студийный альбом Bone Machine, с доминированием ударных и гитары, и небольшим вкраплением фортепиано и саксофона. Альбом получил музыкальную премию «Грэмми», первую для Тома. 19 декабря того же года состоялась премьера второго совместного спектакля Уилсона и Уэйтса «Alice» — адаптации произведений Льюиса Кэрролла «Алиса в Стране чудес» и «Алиса в Зазеркалье». Музыка из «Alice» впоследствии вышла в одноимённом студийном альбоме Тома. Также в 1992 году музыкант сыграл роль второго плана в картине Фрэнсиса Форда Копполы «Дракула» с Гэри Олдманом, Вайноной Райдер, Киану Ривзом и Энтони Хопкинсом.
Год спустя вышел студийный альбом The Black Rider, состоящий из песен по мотивам пьесы Уилсона и Берроуза. Также Том снялся в одной из ролей в фильме Роберта Олтмена «Короткие истории», выигравшем Золотой глобус за лучший актёрский ансамбль и, вместе с Игги Попом, в короткометражной ленте Джима Джармуша «Где-то в Калифорнии», которая вышла на экраны в 2003 году в составе фильма «Кофе и сигареты». После 93-го года в карьере Уэйтса наступило затишье. В 1997 году он вместе с Кэтлин Бреннан записал короткую песню для мультфильма «Банни», который выиграл премию Сатурн как лучший короткометражный мультфильм.

### 1999—2010: контракт с ANTI- Records
Жена называет меня ослом. Однажды она сказала: «Я вышла замуж не за человека, а за осла». А я подумал: «Хорошее название для альбома».
В 1998 году истёк контракт Уэйтса с Island Records и лейбл выпустил сборник его песен Beautiful Maladies. Год спустя вышел двенадцатый студийный альбом Тома Mule Variations, первый на новом лейбле ANTI- Records. Альбом достиг успеха в Billboard 200, получил премию «Грэмми» и вошёл в список «500 величайших альбомов всех времён по версии журнала Rolling Stone».
В 2002 году одновременно вышли два альбома: Alice и Blood Money, в основе которых лежат одноимённые театральные работы Уэйтса и Уилсона почти десятилетней давности. Alice основан на «Алисе…» Кэрролла, Blood Money — на «Войцеке» Георга Бюхнера.

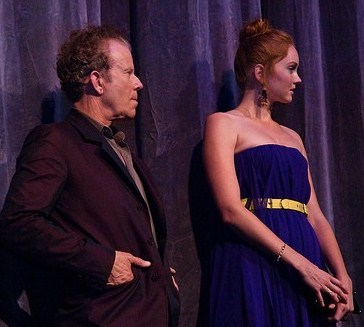
Том Уэйтс и Лили Коул на премьере «Воображариума доктора Парнаса»

Пятнадцатый альбом Real Gone был выпущен в 2004 году. В этом альбоме впервые за долгое время отсутствуют театральные эксперименты, а также практически полностью отсутствует фортепиано. Real Gone был выбран журналом Harp как лучший альбом 2004 года. Также, после длительного бездействия в кино, Том появился в романтической комедии Роберто Бениньи «Тигр и снег», исполнив в начале фильма балладу «You Can Never Hold Back Spring».
В ноябре 2006 года вышел тройной альбом Orphans: Brawlers, Bawlers & Bastards, состоящий из редких, не издававшихся прежде песен, а также совершенно нового материала. Первый диск содержит оптимистические роковые и блюзовые композиции, второй — трагические баллады и романсы, третий же не подпадаёт ни под какие категории и содержит музыкальные эксперименты. Orphans попал в список лучших альбомов 2006 года, составленный сайтом Metacritic.
В конце 2009 года Том Уэйтс сыграл одну из главных ролей в фильме Терри Гиллиама «Воображариум доктора Парнаса». Производство фильма началось ещё в 2007 году, но было отложено в связи с трагической смертью Хита Леджера — актёра, игравшего главную роль. «Воображариум…» всё же был закончен при помощи нескольких актёров, заменивших Леджера.

### 2011—настоящее время

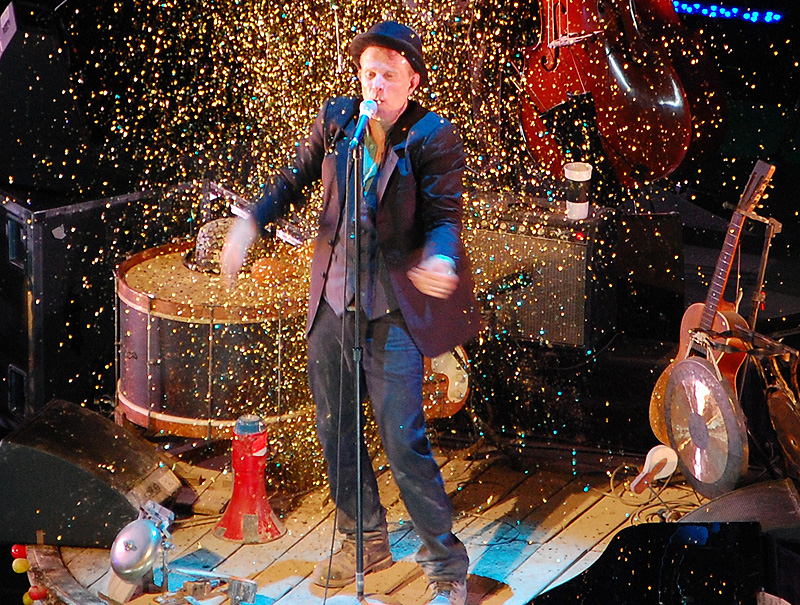
Концерт Тома Уэйтса в Праге

Уэйтс начал десятилетие снявшись в небольшой роли в фантастическом фильме «Книга Илая» и приняв участие в разработке нового спектакля своего коллеги Роберта Уилсона с участием ирландского драматурга и режиссёра Мартина МакДонаха, известного, в частности, по фильму «Залечь на дно в Брюгге». В ноябре музыкант завершил книгу из 23 стихотворений под названием «Seeds on Hard Ground», вдохновлённую портретами бездомных Майкла О’Брайена. В преддверии выхода книги была организована акция по сбору средств в помощь бродягам штата Калифорния.
9 февраля 2011 года было объявлено о включении Тома в Зал славы рок-н-ролла. Церемония состоялась 14 марта в отеле Waldorf-Astoria в Манхэттене, Нью-Йорк. Уэйтса ввёл в Зал славы его коллега Нил Янг, компанию музыканту составили Элис Купер и Нил Даймонд. Том принял награду со свойственным ему юмором, заметив: «Говорят, у меня нет хитов и что со мной трудно работать… как будто это плохо».
25 октября 2011 года вышел первый студийный альбом Уэйтса за последние семь лет — Bad as Me. Он достиг шестой строчки в Billboard 200, занял девятое место в списке «50 лучших альбомов 2011 года» по версии журнала Mojo и получил однозначное одобрение критиков. В конце 2011 года Том принял участие в фильме Копполы «Между» в качестве закадрового рассказчика, вслед за чем вышел в широкий прокат фильм МакДонаха «Семь психопатов», в котором музыкант сыграл одну из ролей второго плана. В начале 2013 года совместно с Китом Ричардсом записал песню «Shenandoah». В мае 2015 года Том появился в эфире прощального выпуска «Позднего шоу с Дэвидом Леттерманом», где исполнил новую песню «Take One Last Look», посвящённую Леттерману, решившему покинуть место ведущего передачи. В 2016 записал две песни Блайнд Вилли Джонсона — «The Soul of a Man» и «John the Revelator» — для трибьют-альбома блюзмену God Don’t Never Change.

## Судебные процессы
На сегодня высочайшей наградой для артиста, которую наша культура способна ему преподнести, является право появиться в рекламе — мурлыкать какую-то чушь с капота нового автомобиля. Подобную ублюдочную честь я всегда отметаю — непреклонно и молниеносно.
Том Уэйтс упорно запрещает использовать свои песни в коммерческих рекламах. Известно его шутливое высказывание: «Если Майкл Джексон хочет работать на Пепси, почему он не купит себе костюм и не снимет офис в их помещении?». За свою карьеру музыкант неоднократно судился с компаниями, использовавшими его материалы без разрешения.
Первый иск Том подал в 1988 году на Frito-Lay. Компания обратилась к Уэйтсу с просьбой использовать песню «Step Right Up» из альбома Small Change, получив немедленный отказ. Тогда компания наняла музыканта, записавшего похожую песню. Уэйтс выиграл иск, получив 2 380 000 долларов компенсации, и став одним из первых музыкантов, выигравших иск за использование двойника.
В 1993 году компания Levi Strauss использовала в своей рекламе песню Тома «Heartattack and Vine» из одноимённого альбома, в исполнении Скримин Джей Хокинса. Уэйтс подал в суд, но компании удалось избежать разбирательства, принеся музыканту извинения на страницах журнала Billboard и пообещав прекратить использование песни.
В 2000 году последовал случай, схожий с процессом против Frito-Lay. Компания Audi обратилась к Уэйтсу с просьбой использовать песню «Innocent When You Dream» из альбома Franks Wild Years для своей испанской рекламы и, получив отказ, использовала похожую песню. Том выиграл процесс, получив компенсацию за нарушение авторских прав в дополнение к моральному ущербу.
Пять лет спустя Уэйтсу последовало предложение спеть для скандинавской рекламы компании Opel. Получив отказ, компания наняла музыканта, подражающего Уэйтсу. В 2007 году Том выиграл иск против Opel, использовав свою компенсацию в благотворительных целях.
Также в биографии музыканта есть судебный процесс, не связанный с рекламой. В 1977 году в Лос-Анджелесе в районе Duke’s Tropicana Coffee Shop он был арестован двумя полицейскими в штатском за предполагаемое нарушение общественного порядка. Суд присяжных признал его невиновным, после чего Том подал иск на департамент полиции Лос-Анджелеса и получил компенсацию в размере 7500 долларов.

## Наследие

### Оценка критиков
Мак Монтадон, журналист таких изданий как The New York Times, Details и Radar Online, характеризует Тома Уэйтса как самого культового из культовых музыкантов современности, который всегда шёл не против и даже не поперёк течения — никакого течения для него не существовало. Автор отмечает, как в 1970-е, в пору расцвета глэм-рока и стадионного пафоса, Уэйтс под джазовый аккомпанемент пел битнические баллады о несчастной любви и сердце субботней ночи в дебрях мегаполиса, воплощая собой романтику городского дна; как в 1980-е, во время правления постпанка с одной стороны, и бездушной пластиковой поп-музыки с другой, Том обратился к радикальному арт-хаусному кабаре, изобретая собственные музыкальные инструменты и сотрудничая с выдающимися авангардистами; и как в 1990-х он стал бесспорным эталоном творческой принципиальности.
Патрик Хамфриз, музыкальный критик, журналист New Musical Express, Melody Maker, The Guardian, Mojo, автор биографических книг о Бобе Дилане, Нике Дрейке, Ван Моррисоне, The Beatles, Simon and Garfunkel, Pink Floyd и других, описал Уэйтса как колючего и язвительного, своенравного и извращённого, но многие годы доставляющего людям подлинную радость. «Его воображение размером со штат Вайоминг, способность оперировать словами безгранична, как Гранд-Каньон, а творческое видение извилистое и прихотливое, как русло Миссисипи. Никто не может сравниться с Томом. Никогда не мог и никогда не сможет».

### Влияние, мнения музыкантов
- Элис Купер в эфире своего радиошоу «Nights with Alice Cooper» поделился своим мнением о Томе Уэйтсе[71]:

Я люблю Тома Уэйтса. Том Уэйтс — самый крутой парень, он хороший актёр. Хороший композитор. Большой артист. In the Cold Cold Ground, о-о-о-о-у-у-у <…> Крутится у меня в голове. Действительно, он потрясающий.
Оригинальный текст (англ.)I love Tom Waits. Tom Waits is the coolest guy around, he's good actor. Really good songwriter. Really great entertainer. In the Cold Cold Ground, o-o-o-o-h-h-h <...> This at the top of my head. Anywhere, he's great.

- На церемонии включения Уэйтса в Зал славы рок-н-ролла Нил Янг описал его как великого исполнителя, певца, актёра, композитора, мага, подменыша и путеводного духа[72]. На этой же церемонии британский исполнитель Элтон Джон заметил: «Если бы Джексон Поллок мог петь, он звучал бы как Том Уэйтс»[73]
- Большинство критиков ставят Уэйтса в один ряд с канадским автором-исполнителем Леонардом Коэном и австралийским рок-музыкантом Ником Кейвом, отмечая влияние троицы друг на друга[74]. Так, альбом Коэна I’m Your Man занимает 9 место в личном списке любимых альбомом Уэйтса[75]. В свою очередь, песня Тома «Tom Traubert’s Blues (Waltzing Matilda)» стоит на 8 месте в списке любимых песен Леонарда[76]. В творчестве Ника влияние Уэйтса отмечают в альбоме No More Shall We Part группы Кейва The Bad Seeds[77].
- Ряд авторов находят влияние творчества Уэйтса в альбомах сиэтлского музыканта Марка Ланегана Field Songs[78] и Blues Funeral[79]. Часто сравнению подвергаются необычные хриплые голоса обоих музыкантов[80].
- В списке «100 величайших вокалистов всех времён» по версии Rolling Stone Том Уэйтс занимает 82 место[81].

## Дискография
Единственной причиной, по которой стоит писать новые песни, является то, что ты устаёшь от старых. — Том Уэйтс

- 1973 — Closing Time
- 1974 — The Heart of Saturday Night
- 1975 — Nighthawks at the Diner
- 1976 — Small Change
- 1977 — Foreign Affairs
- 1978 — Blue Valentine
- 1980 — Heartattack and Vine
- 1983 — Swordfishtrombones
- 1985 — Rain Dogs
- 1987 — Franks Wild Years
- 1988 — Big Time
- 1992 — Bone Machine
- 1993 — The Black Rider
- 1999 — Mule Variations
- 2002 — Blood Money
- 2002 — Alice
- 2004 — Real Gone
- 2006 — Orphans: Brawlers, Bawlers & Bastards
- 2009 — Glitter and Doom Live
- 2011 — Bad as Me

## Концертные туры
- 1973: Closing Time Tour
- 1974—1975: The Heart of Saturday Night Tour
- 1975—1976: Small Change Tour
- 1977: Foreign Affairs Tour
- 1978—1979: Blue Valentine Tour
- 1980—1982: Heartattack and Vine Tour
- 1985: Rain Dogs Tour
- 1987: Big Time Tour
- 1999: Get Behind the Mule Tour
- 2004: Real Gone Tour
- 2006: The Orphans Tour
- 2008: Glitter and Doom Tour

## Фильмография
| Год  | Фильм                              | Оригинал названия                   | Роль                   | Примечание                           |
| ---- | ---------------------------------- | ----------------------------------- | ---------------------- | ------------------------------------ |
| 1978 | Адская кухня                       | Paradise Alley                      | Мамблс                 | также композитор                     |
| 1981 | Волки                              | Wolfen                              | посетитель бара        | в титрах не указан                   |
| 1982 | От всего сердца                    | One from the Heart                  | трубач                 | в титрах не указан, также композитор |
| 1983 | Изгои                              | The Outsiders                       | Бак Меррилл            |                                      |
| 1983 | Бойцовая рыбка                     | Rumble Fish                         | Бенни                  |                                      |
| 1984 | Каменный мальчик                   | The Stone Boy                       | человек на карнавале   | в титрах не указан                   |
| 1984 | Клуб «Коттон»                      | The Cotton Club                     | Ирвинг Старк           |                                      |
| 1984 | Законы улицы                       | Streetwise                          | Том Уэйтс              | также композитор                     |
| 1986 | Вне закона                         | Down by Law                         | Зак                    | также композитор                     |
| 1987 | Чертополох                         | Ironweed                            | Руди                   |                                      |
| 1988 | Леденцовая гора                    | Candy Mountain                      | Ал Силк                |                                      |
| 1989 | Медвежья шкура: Современная сказка | Bearskin: An Urban Fairytale        | Силва                  |                                      |
| 1989 | Холодные ноги                      | Cold Feet                           | Кенни                  |                                      |
| 1989 | Таинственный поезд                 | Mystery Train                       | радиодиджей            | только голос                         |
| 1990 | Два Джейка                         | The Two Jakes                       | полицейский в штатском | в титрах не указан                   |
| 1991 | Игра в полях господних             | At Play in the Fields of the Lord   | Вульф                  |                                      |
| 1991 | Король-рыбак                       | The Fisher King                     | ветеран-инвалид        | в титрах не указан                   |
| 1991 | Так бывает в Квинсе                | Queens Logic                        | Монте                  |                                      |
| 1991 | Ночь на Земле                      | Night On Earth                      | —                      | только композитор                    |
| 1992 | Дракула                            | Bram Stoker’s Dracula               | Ренфилд                |                                      |
| 1993 | Короткие истории                   | Short Cuts                          | Эрл Пиггот             |                                      |
| 1995 | Джорджия                           | Georgia                             | —                      | только композитор                    |
| 1999 | Таинственные люди                  | Mystery Men                         | Док Хеллер             |                                      |
| 2003 | Кофе и сигареты                    | Coffee and Cigarettes               | Том Уэйтс              |                                      |
| 2005 | Домино                             | Domino                              | путешественник         |                                      |
| 2005 | Тигр и снег                        | La Tigre e la neve                  | Том Уэйтс              |                                      |
| 2006 | Самоубийцы: История любви          | Wristcutters: A Love Story          | Кнеллер                |                                      |
| 2009 | Воображариум доктора Парнаса       | The Imaginarium of Doctor Parnassus | Мистер Ник             |                                      |
| 2010 | Книга Илая                         | The Book of Eli                     | инженер                |                                      |
| 2011 | Монстр из деревни Никс             | The Monster of Nix                  | Вирджил                | короткометражный фильм               |
| 2011 | Между                              | Twixt                               | рассказчик             |                                      |
| 2012 | Семь психопатов                    | Seven Psychopaths                   | Зак                    |                                      |
| 2012 | Смеющееся сердце                   | The Laughing Heart                  | рассказчик             | короткометражный фильм               |
| 2018 | Старик с пистолетом                | Old Man and the Gun                 | Уоллер                 |                                      |
| 2018 | Баллада Бастера Скраггса           | The Ballad of Buster Scruggs        | старатель              |                                      |
| 2019 | Мёртвые не умирают                 | The Dead Don’t Die                  | отшельник Боб          |                                      |
| 2021 | Лакричная пицца                    | Licorice Pizza                      | Рекс Блау              |                                      |